# رود دوینای شمالی
رود دوینای شمالی رودی است به Dvina Bay می‌ریزد. این رود از کشور روسیه می‌گذرد. طول آن ۷۴۴ کیلومتر (۴۶۲ مایل) است.